# Jardins ouvriers des Vertus
Les jardins ouvriers des Vertus sont des Jardins familiaux situés à Aubervilliers en Seine-Saint-Denis. Ils occupent une surface d'environ 2,6 hectares sur le glacis du Fort d'Aubervilliers. Ces jardins ont vu le jour le 29 novembre 1935 et sont gérés par l’association du même nom. Entre 2020 et 2024, ils ont fait l'objet d'une lutte environnementale pour préserver près de 10 000m² menacés de destruction,.

## Historique
La Plaine des Vertus est au cœur de la vaste plaine alluviale de La Plaine Saint-Denis, à quelques kilomètres au nord de Paris. Elle est drainée par de petits cours d'eau comme le Ru de Montfort, le ru du Vivier et celui du Goulet. Terroir agricole attesté depuis le Moyen Âge, la dénomination de « Vertus » aurait pour origine la légende d'une jeune fille ayant prié la Vierge, à la suite d'une longue sécheresse, qui aurait vu, le 14 mai 1336, ruisseler les yeux de la statue et entendu la pluie tomber au même moment. Après ce miracle, l'Église Notre-Dame-des-Vertus d'Aubervilliers serait devenue un lieu de pèlerinage.
Les premières mentions de légumes sur ce territoire date de la même période : « Dès le XIVe siècle, la plaine des Vertus est un centre réputé des cultures légumières. Le sens le plus général attribué dès lors au mot Vertus désignera les gros légumes poussés en plein champ et fumés à l’aide de l’engrais urbain (boues et gadoues de Paris et Saint Denis) : robustes choux des vertus, salsifis et oignons « paille des vertus, … », « Les différentes variétés servaient à la préparation de potages et préfiguraient, en cela, la production légumière du XVIIe siècle »
Jusqu'au début du XXe siècle, la Plaine des Vertus, accueillait de nombreux maraîchers alimentant Paris. Elle était une référence pour l’approvisionnement parisien : au marché des Halles de Paris, ses maraîchers avaient une place réservée, le « Carreau des Vertus ». La pression immobilière a peu à peu chassé les maraîchers… Les jardins familiaux qui s'étendent sur le glacis du Fort sont la dernière trace de ce passé. Ces jardins s'étendent aujourd'hui sur 7 hectares, dont 2,6 hectares pour les Jardins Ouvriers des Vertus et 4,5 hectares pour les Jardins de Pantin. En 1963, les jardins des Vertus occupaient plus de 6,2 hectares. Ils ont été amputés à plusieurs reprises, notamment pour la construction du métro de la ligne 7 Fort d'Aubervilliers (métro de Paris) en 1979, et pour la construction du théâtre Zingaro de Bartabas en 1989.
Depuis 2014, les jardins sont inclus dans le projet de ZAC du Fort d'Aubervilliers, porté par Grand Paris Aménagement (GPA). Cette ZAC prévoit de transformer les 36 ha du fort en un quartier accueillant 1 800 logements sur 226 000m², et 50 000 m² de locaux d’activités et de commerces, une piscine d’entraînement olympique et une gare du Grand Paris Express. La piscine d’entraînement olympique est l’une des bases d’entraînement des nageurs engagés pour les Jeux olympiques d'été de 2024 de Paris, dessinée par Chabanne Architectes. Le projet prévoit l'aménagement d'un solarium ainsi qu’un espace de remise en forme, qui devaient empiéter sur dix-neuf parcelles des jardins. Par ailleurs, GPA prévoit d'urbaniser 4 000m² de jardins, classés par le PLUi en zone "UM". Il est aussi projeté une station de la ligne 15 Est du Grand Paris Express (entre Saint-Denis et Champigny) desservira le site à l’horizon 2030. Cette station sera liée à celle de la ligne 7 Fort d'Aubervilliers (métro de Paris). Le chantier de cette gare devait à l'origine détruire environ 5 400m² de jardins.

## Écologie
L’étude d’impact réalisée en novembre 2015 pour la ZAC du Fort d'Aubervilliers comme le PLUi de Plaine Commune définissent le secteur des jardins comme un refuge pour plusieurs dizaines d’espèces menacées (insectes pollinisateurs, hérissons, oiseaux...). Selon l'OAP du PLUi de Plaine Commune, il s'agit d'un "noyau primaire de la trame écologique locale".
Plus précisément, l'étude d'impact recense l'habitat de plusieurs espèces protégées au sein des jardins : oiseaux, hérissons, grillons… Selon l’étude, on y trouve aussi " le lapin de garenne (Oryctolagus cuniculus) au niveau des jardins familiaux, la taupe d’Europe (Talpa europaea), le mulot (Apodemussy/vaticus), la musaraigne (Crocidura sp.) ou encore l’écureuil roux (Sciurus vulgaris). Le hérisson d’Europe (Erinaceus europaeus), espèce protégée, et le renard roux (Vulpes vulpes) fréquentent les jardins familiaux ainsi que les terrains de la gendarmerie. Ils se reproduiraient au sein de la zone de l’étude d’impact. Le hérisson hiberne régulièrement dans les jardins familiaux." Cette étude d'impact évoque aussi la présence de chiroptères (chauve-souris), de Pipistrelle commune (Pipistrellus pipistrellus), et du grillon d’Italie (Oecanthus pellucens) protégé régionalement. Lors de l'étude d'impact, ont été observés 36 espèces d’oiseaux dont 22 espèces d’oiseaux protégées en France.
L’Orientation d'aménagement et de programmation du Fort d'Aubervilliers note que «Les fossés se sont enfrichés, accueillant une des rares zones humides du territoire et devenant un noyau primaire de la trame écologique locale reliant le canal au cimetière de Pantin. Cette continuité est notamment avérée pour des oiseaux comme l’Épervier d’Europe et le Faucon crécerelle.»

## Mobilisation pour la sauvegarde des jardins

### Les débuts de la mobilisation
À partir de l'été 2020, des jardinières, jardiniers, et habitant·e·s  se mobilisent après avoir appris qu'une partie des jardins était menacée par le chantier de la future gare de la ligne 15 du Grand Paris Express ainsi que par la construction d'un solarium sur 4 000 mètres carrés des jardins. Un collectif se forme, argumentant que la piscine peut se construire sans toucher aux jardins, et que dans l’idéal, un bassin plus modeste aurait été suffisant pour les habitants. La construction est rendue possible par le nouveau Plan Local d'Urbanisme (PLUi) qui rend constructible certaines parcelles des Jardins des Vertus, PLUi attaqué par des jardiniers.
À partir de l'automne 2020, le mouvement de défense des jardins commence à engager la lutte sur plusieurs plans : juridique, politique, médiatique… Il est nécessaire de visibiliser la lutte et la sortir des jardins. Cela se fait à la fois par une interpellation du public grâce aux médias, avec notamment une première tribune publiée dans le journal Libération : "Aubervilliers, nous étouffons", par une ouverture des jardins au public, grâce à des visites régulières qui connaissent rapidement un grand succès, le lancement d'une pétition, d'une cagnotte et d'un site web, la production de documents démontrant l'absurdité et la démesure du projet, la distribution de graines de la lutte et de tracts, l'interpellation de politiques, de personnalités, et la visibilisation de la lutte dans l'espace public par des affichages et par des articles de presse,. Aidé par un architecte engagé, le collectif propose à la mairie un projet alternatif pour la piscine, mais il se heurte à un mur. Les décideurs tiennent à leur solarium anachronique et refusent de revoir leur projet.

### 2021 – L’occupation des Jardins, et l'annulation du solarium
Début 2021, le début des travaux est entériné par la signature d'une convention tripartite entre Grand Paris Aménagement (GPA), la mairie d’Aubervilliers et l’association des Jardins Ouvriers des Vertus. Elle prévoit l’expulsion des dix-neuf jardiniers concernés.  Cet évènement marque la rupture entre le bureau de l’association des Jardins, et le Collectif de défense des Jardins des Vertus. GPA devient le propriétaire des parcelles le 1er avril et commence le démantèlement des cabanes, sans aucun égard envers les ouvriers et jardiniers. De l'amiante est trouvée, et l'inspection du travail intervient et retarde les travaux de plusieurs mois.
Le 17 avril 2021, une grande manifestation est organisée dans Aubervilliers, qui rassemblera un millier de personnes avec un cortège joyeux et déterminé. A l'arrivée, la foule se presse devant les jardins, et malgré la présence des forces de l'ordre et de certains jardiniers réactionnaires, tout le monde pénètre dans les jardins pour un après-midi de discussions ensoleillé. Il devient nécessaire de défendre les jardins physiquement, et l'occupation commence. Cette occupation est officiellement lancée sur les jardins le 23 mai 2021 lors d'une grosse assemblée générale:  les Jardins à Défendre (la JAD) sont nés. Des jardinier.e.s se domicilient aux jardins. Des nouvelles cabanes sont construites, d'autres réaménagées, une zone camping est créée. Une quinzaine de personnes en moyenne vivent sur place, plus selon les périodes. Assemblées, construction, récups, jardinage, évènements politiques, fêtes… tout le répertoire des lieux en lutte trouve sa place et préfigure ce que pourraient être des jardins partagés et vivants. L'occupation tiendra  5 mois, et représentera une expérience transformatrice pour beaucoup des personnes qui s'y sont impliquées.
Le 2 Septembre 2021 à l'aube, les personnes occupant les jardins (la JAD) sont réveillées par des forces de l'ordre en grand nombre et sont expulsé.e.s brutalement. Des militants qui étaient monté.e.s dans le magnifique cerisier sont emmenés en garde à vue. Les jardins sont bouclés, et les médias ne peuvent y avoir accès, des grillages sont mis tout autour de la JAD. Des gardes de sécurité privés sont déployés avec des chiens aux portes. Malgré ce dispositif impressionnant, une poignée de militants parvient à rentrer dans les jardins et replantent quelques tentes à côté pour un campement temporaire qui durera environ trois semaines- JAD2- afin de signifier leur refus de cet écocide annoncé. Et en effet, en 48h, tout est saccagé par les bulldozers- les plans de tomates, les fleurs, nos cabanes, tous les arbres que nous avions répertoriés. Un nombre incalculable d'animaux sont sacrifiés au passage (hérissons, notamment). Un hommage leur est rendu avec une déambulation funéraire à Aubervilliers quelques jours plus tard. En réaction à l'expulsion et à l'écocide d'une grande brutalité, une manifestation s'organise qui se termine aux jardins, où attendent une haie de forces de l'ordre. Des personnes parviennent à les déborder et à  rentrer dans les jardins. La manifestation est réprimée, et des militants finissent encore en garde à vue. L'expulsion a eu lieu alors même que fin août, le collectif avait lancé une démarche en référé suspension pour arrêter les travaux le temps que le permis soit réexaminé. Le 15 septembre 2021,  la Cour administrative d'appel de Paris accepte le référé-suspension, et les travaux de la piscine doivent cesser. Après un changement dans le permis de construire, la Cour stipule que les travaux peuvent reprendre.
Les semaines suivantes 4 000m² de jardins sont entièrement détruits. Des petits déjeuners, et quelques blocages du chantier sont organisés. Le matin du 2 février 2022, des militant.e.s pénétrent sur le chantier et certaines personnes s’enchainent à la bétonnière. La répression sera brutale, 8 personnes seront envoyées en garde à vue et inculpées pour avoir bloqué un chantier qui s'avérera illégal.
Le 11 février 2022, la Cour administrative d'appel de Paris donne à nouveau raison aux défenseurs des jardins. Elle reconnait que l'emprise de la piscine dépasse le 'strict nécessaire' au regard des qualités écologiques des Jardins,. La ville d'Aubervilliers est donc obligée de revoir les plans du centre aquatique, et de renoncer au solarium. Plaine Commune doit réviser à nouveau le plan local d'urbanisme de la zone, en reclassant également une zone "constructible" sur laquelle des immeubles étaient prévus. Autre victoire juridique:  en mars 2022 le juge de l’exécution du tribunal de Bobigny déclare illégale et annule l’expulsion des occupants et, faute de pouvoir prononcer la remise en état, condamne GPA à les indemniser. GPA en expulsant de cette manière les occupants qui s'étaient domiciliés aux jardins n'a pas respecté la loi.
En septembre 2022, les 8 inculpés du blocage du chantier sont finalement relaxés.  C'est donc une victoire importante. Pour celles et ceux qui ont lutté, pour les habitant.e.s du quartier, mais aussi pour les mouvements écologistes et anticapitalistes en général. C'est aussi une victoire au niveau de l'opinion, car sur place et pour celleux qui ont suivi les rebondissements, il est apparu clairement que ce projet était une aberration. Cela a donc permis de mettre la lumière sur un projet d'urbanisme inutile, dans le contexte particulier qui est celui des jardins en ville. C'est aussi pour les militants une victoire qui a un goût amer, car la modification du PLUi en avril 2022 prévoit que les 4000 m2 carrés de jardins détruits ne soient pas restitués. Bien que sortie de l'emprise officielle de la piscine, cette zone n'est pas pour autant reclassée dans la même catégorie que les autres jardins. Elle devient « zone urbaine verte", et non « zone naturelle », zone urbaine moins protectrice qui autorise certaines « petites » constructions. Aujourd'hui, ce terrain sert de caution écologique, des arbres rachitiques y ont été plantés afin de se conformer à l'obligation légale de compensation de ceux détruits par ailleurs.

### 2022-2024: Projet de gare du grand paris Express et pôle multimodal
À l'été 2022, s’engage une nouvelle mobilisation contre le projet de gare de la ligne 15  dont le chantier planifié par la Société du Grand Paris (SGP) et qui menace 5 400 m2 supplémentaires de jardins, soit un quart des jardins restants. Afin d'essayer de se mettre en conformité avec les décisions de justice qui ont permis de sanctuariser une partie des jardins restants qui devaient être utilisés comme stockage chantier (zone UM), la SGP revoit une première fois ses plans à la baisse. Le PLUi modifié conserve une emprise de 2 300 m2 sur les jardins ouvriers pour la gare.  À l'hiver 2022, le collectif, avec l'association des Jardins dont le bureau a changé, fait le choix de la négociation avec la SGP. Lors de différentes réunions, la SGP se voit confrontée aux incohérences du projet et à la décision de justice affirmant que : "le minimum de terrain devait désormais être impacté". Grâce aussi au rapport de force imposé par la lutte passée et aux arguments de poids apportés lors des négociations, la SGP recule et la signature d'une convention entre les jardiniers et la SGP a lieu le 20 septembre 2023. On est passé de 5400 m2 de jardins potentiellement détruits (2022) à 300 m2 (2023) - avec la destruction temporaire de 600 m2 pour une question d'accès chantier qui seront restitués ensuite pour être à nouveau cultivés.
Le PLUi de 2023 n'est donc plus conforme à la réalité de l'emprise du chantier, désormais réduite, et la zone prévue pour la gare devrait être reclassée en zone naturelle. A l’été 2023, une nouvelle requête en justice est lancée pour réclamer la mise en conformité du PLUi avec la réalité du projet de gare, de manière qu'il n'y ait pas de future construction sur ces terres.  La requête est rejetée le 25 avril 2024. Plaine commune refuse de modifier le PLUi car elle prévoit la construction d’un « pôle multimodal » sur les 2 300 m2 de jardins.

### Évocation et ouvrages documentaires
- Le 22 juillet 2021, l’écrivaine Faïza Guène invite Augustin Trapenard au jardin des Vertus pour son émission Plumard diffusée sur BrutX[30] ;

- Le documentaire de Vincent Lapize, La Terre des Vertus raconte la lutte pour sauver ces jardins[31] ;

- L'ouvrage de Ève Charrin Glissement de terrain, décrit la mobilisation contre le projet d'artificialisation des jardins[32] ;

- L'ouvrage de Jade Lindgaard, Paris 2024 - Une ville face à la violence olympique, évoque cette lutte parmi celles des Jeux olympiques[33].

### Thèses et Mémoires
- Françoise Dedieu sous la Direction de Dan Ferrand-Bechmann, Pratiques populaires de temps libre dans les jardins ouvriers, Thèse de doctorat, Sociologie, soutenue en 2007, Université de Paris 8
- Yasmina Ahamed, Anaïs Lartaut, María Paz González, Les jardins ouvriers de Aubervilliers dans le contexte des grands projets urbains, Mémoire de Master, Université de Paris 8, mars 2019